# Smörgrund (vid Kittuis, Korpo)
Smörgrund är en klippa i Finland.   Den ligger i kommunen Pargas i den ekonomiska regionen  Åboland  och landskapet Egentliga Finland, i den sydvästra delen av landet, 190 km väster om huvudstaden Helsingfors.
Terrängen runt Smörgrund är mycket platt. Havet är nära Smörgrund söderut.  Närmaste större samhälle är Korpo, 6,5 km öster om Smörgrund. 